# Igra školice (1980.)
Igra školice (izvorni naziv Hopscotch, doslovni prijevod "školica") je američki film iz 1980. godine. Spada u žanr avanturističke komedije. Glavne uloge tumače Walter Matthau i Glenda Jackson. Redatelj je Ronald Neame, po scenariju koji su napisali Bryan Forbes i Brian Garfield prema Garfieldovom istoimenom romanu iz 1975. godine. Film su producirali Edie i Ely Landau.

## Zaplet
Radnja filma odvija se u vrijeme hladnog rata. Šef odjela CIA-e Myerson (Ned Beatty) povlači agenta Milesa Kendiga (Walter Matthau) s terena na uredski posao, jer nije uhitio KGB-ovog agenta Jaskova (Herbert Lom). Kendig to ne prihvaća i odmeće se. Nastanjuje se u Salzburgu kod svoje nekadanje ljubavi i bivše agentice Isobel von Schönenburg (Glenda Jackson). Da ga ne bi ganjali zbog napuštanja službe, odluči pisati memoare u kojima će objelodaniti makinacije CIA-e i Myersonovu nesposobnost. Poglavlja jedno za drugim šalje na adrese važnijih svjetskih obavještajnih službi. Obje strane ne žele da im se otkriju tajne te u potragu za Kendigom kreću CIA (Myerson, Cutter i Ross) i KGB (Jaskov). Kendig je uvijek korak ispred svojih progonitelja, "skačući" (otud naslov filma) s jedne na drugu lokaciju (po Americi i Europi), a na kraju lažira svoju smrt u eksploziji aviona nad Engleskim kanalom. Nekoliko mjeseci kasnije pojavljuje se u knjižari i kupuje svoje memoare koji su postali bestseler, čiji je naslov također "Hopscotch".

## Glavne uloge
- Walter Matthau: Miles Kendig, odmetnuti agent CIA-e
- Glenda Jackson: Isobel von Schönenburg, bivša agentica i Kendigova stara ljubav
- Sam Waterston: Joe Cutter, Kendigov proteže i prijatelj, kasnije progonitelj
- Ned Beatty: G. P. Myerson, CIA-in šef odjela, Kendigov šef
- Herbert Lom: Mihail Jaskov, agent KGB-a, Kendigov suparnik i prijatelj
- David Matthau: Leonard Ross, agent CIA-e, Kendigov progonitelj

## Glazba
Ian Fraser nije pisao glazbu za film, već je samo adaptirao skladbe drugih kompozitora i dirigirao izvedbom. U filmu dominira klasična, odnosno Mozartova glazba. Lajtmotiv je Rondo za klavir i orkestar u D-duru, KV 382, čije varijacije prate Kendigovo kretanje i "igru školice", a također je i pozadina odjavne špice. Korištena je glazba iz sljedećih djela (navedena prema prvom pojavljivanju u filmu):
- (Neidentificiran marš s ulica Münchena na početku filma)
- (Neidentificirana skladba s Oktoberfesta u Münchenu)
- Drugi stavak iz Mozartove Serenade br.13 u G-duru, "Mala noćna muzika""
- Prvi stavak iz Mozartove Klavirske sonate br. 11, KV 331 ("Turski marš")
- Mozartov Rondo za klavir i orkestar u D-duru, KV 382 - lajtmotiv filma
- Largo al factotum, kavatina iz Rossinijeve opere Seviljski brijač, bariton Tito Gobbi
- Prvi stavak iz serenade "Mala noćna muzika"
- Prvi stavak iz Mozartove Serenade br.9 u D-duru, KV 320 ("Poštanski rog")
- Once A Night, skladba koju su napisali Jackie English i Beverly Bremers
- Un bel dì, vedremo, arija iz Puccinijeve opere Madama Butterfly
- Là ci darem la mano, duet iz Mozartove opere Don Giovanni (Kendig pjevuši)
- Non più andrai, arija iz Mozartove opere Figarov pir, bariton Hermann Prey